# Enoch Powell
Pour les articles homonymes, voir Powell.
John Enoch Powell, dit Enoch Powell, né le 16 juin 1912 à Birmingham et mort le 8 février 1998 à Londres, est un homme politique, universitaire, écrivain, linguiste et philologue britannique.
Avant d'entrer en politique, il étudie les lettres classiques et devient professeur de grec ancien en Australie. Durant la Seconde Guerre mondiale, il occupe des postes d'état-major et de renseignement, atteignant le rang de brigadier-général. Il écrit également de la poésie et de nombreux ouvrages sur des sujets classiques et politiques.
En 1950, trois ans après avoir adhéré au Parti conservateur, il est élu député dans la circonscription de Wolverhampton South West, où il est constamment élu pendant vingt-quatre ans. De 1960 à 1963, il est ministre de la Santé dans le gouvernement d’Harold Macmillan. Il incarne alors l’aile droite du Parti conservateur.
Enoch Powell attire l'attention du public avec son discours des « fleuves de sang » du 20 avril 1968. S'opposant au projet de loi sur les relations raciales, il y critique les vagues d'immigration au Royaume-Uni, en particulier celles en provenance du Commonwealth. Ce discours est majoritairement approuvé par l’opinion publique mais est jugé raciste par ses opposants, y compris chez des conservateurs : le chef de son parti, Edward Heath, le limoge aussitôt de sa fonction de secrétaire d'État à la Défense du cabinet fantôme, qu'il occupait depuis 1965.
Son intervention marque un coup d’arrêt à son ascension politique alors qu'il était pressenti pour devenir Premier ministre. En octobre 1974, quelques mois après avoir refusé de se présenter aux élections générales provoquées par Heath, il rejoint le Parti unioniste d'Ulster et revient à la Chambre des communes en tant que représentant de la circonscription nord-irlandaise de South Down. Il siège comme député jusqu'à sa défaite aux élections de 1987.
Bien qu’il ne soit pas parvenu au 10 Downing Street, Enoch Powell a influencé de façon importante le débat public britannique. Ses idées et vues politiques constituent le « powellisme ».

## Situation personnelle

### Formation
John Enoch Powell naît à Stechford (Birmingham) le 16 juin 1912.
Il étudie au Trinity College de Cambridge (où il se consacre au latin et au grec) et à la School of Oriental and African Studies (SOAS) de l'université de Londres, où il apprend l'ourdou.

### Carrière professionnelle
Il écrit de la poésie (publiée à partir de 1937) ainsi que de nombreux livres sur des sujets classiques et politiques.

### Vie privée
En 1952, il épouse Pamela Wilson (1926-2017). Le couple a deux filles : Susan (née en 1954) et Jennifer (née en 1956).

## Parcours politique

### Député de Wolverhampton South West
Enoch Powell est député britannique de 1950 à 1987, d'abord à Wolverhampton South West sous les couleurs du Parti conservateur, jusqu'en février 1974, puis à South Down (Irlande du Nord) sous celles du Parti unioniste d'Ulster à partir d'octobre 1974.
Il mène la faction dite « ultra » au sein du Parti conservateur et conduit une campagne violemment anti-immigration sous le slogan « Si tu veux que ton voisin soit nègre, vote travailliste ». 

### Discours des «fleuves de sang»
Le 20 avril 1968, à l'assemblée générale du centre politique conservateur de la région des West Midlands, Enoch Powell prononce un discours qui restera célèbre sous le nom de « discours des fleuves de sang » (Rivers of Blood speech) et qui sera déterminant pour la suite de sa carrière politique.
Avec son intervention, il souhaite avertir le peuple des conséquences de l'immigration en provenance du Nouveau Commonwealth. Son discours traite principalement de grandes questions relatives aux relations entre l'individu et l'État, à la souveraineté de l'État, à l'identité nationale et à la Communauté économique européenne. Bien que sa réputation se soit établie sur son activité de défenseur du libre-échange et de l'économie de marché, après 1968 il est longtemps resté identifié à la question raciale et à l'opposition au multiculturalisme. Il s'est opposé à la peine capitale et s'est montré méfiant à l'égard des États-Unis. Il estimait que la Grande-Bretagne avait renoncé à avoir un rôle important dans le monde.
Les sondages réalisés peu après son discours indiquent qu'entre 67 et 82 % de la population britannique est d'accord avec les opinions exprimées par Enoch Powell,,. Alors que celui-ci affirme ne pas être raciste, The Economist écrit dans un éditorial pour le 50e anniversaire du discours que sa rhétorique a un « effet durable et malin [...] sur la manière dont la race et la migration sont discutées ou non ». Ses partisans affirment que le grand public, que Powell a aidé les conservateurs à remporter les élections générales de 1970, et leur a peut-être coûté celles de février 1974 quand Powell a tourné le dos aux conservateurs en approuvant un vote pour le Parti travailliste, qui est revenu comme gouvernement minoritaire début mars après un parlement minoritaire.
Son discours, s'il en a fait une figure très populaire et a communiqué un sentiment populaire général, marque un coup d’arrêt à son ascension alors qu'il était régulièrement pressenti pour devenir Premier ministre. Pendant les près de vingt années du reste de sa carrière politique, il sera isolé à la Chambre des communes et dans le débat public, se voyant refuser la parole dans de nombreuses régions du pays.

### Député unioniste nord-irlandais

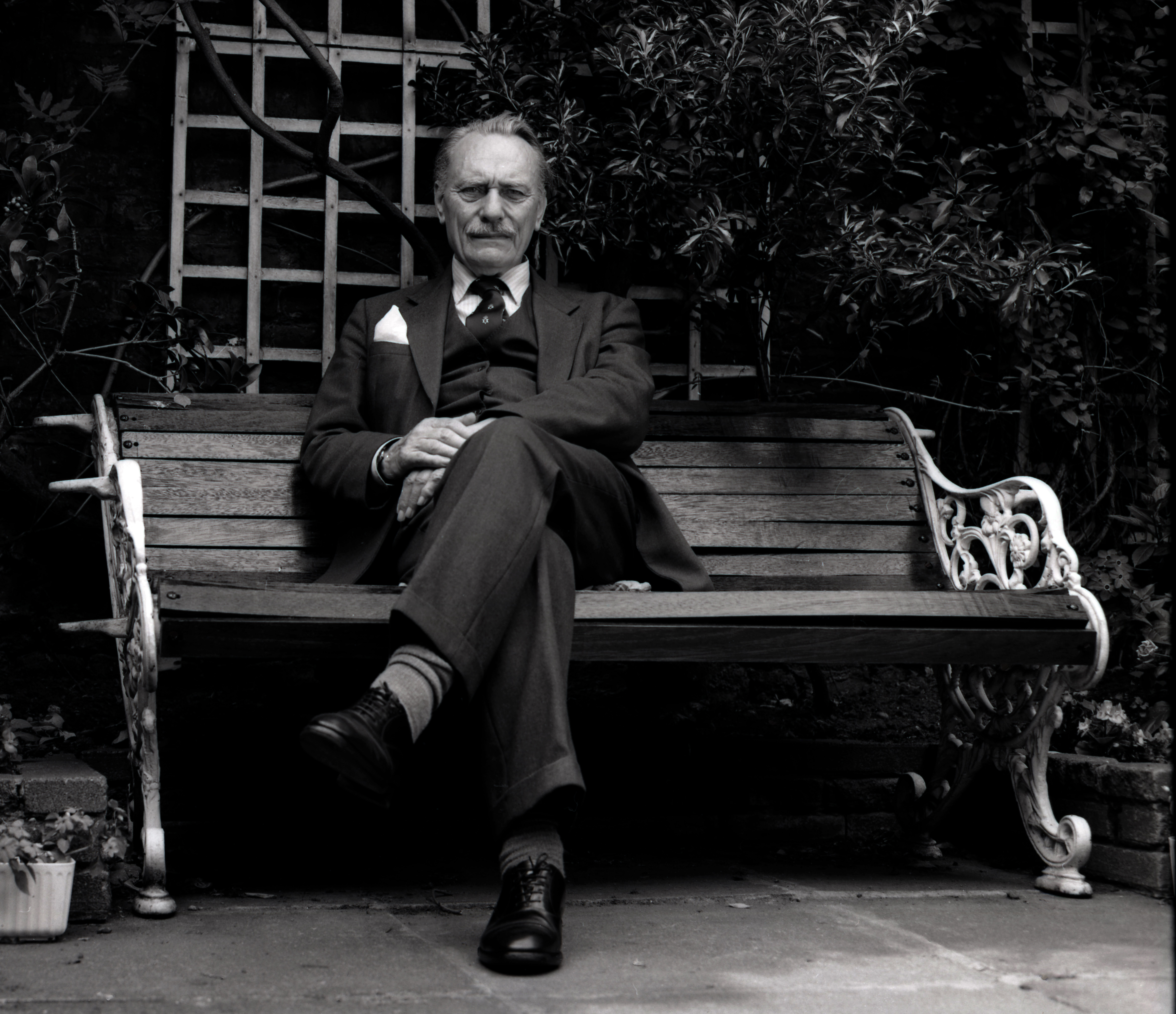
Enoch Powell en 1987.

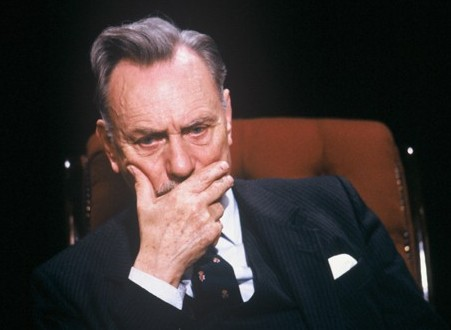
Enoch Powell dans l’émission After Dark sur Channel 4, en 1987.

En février 1974, Enoch Powell décide de ne pas briguer un nouveau mandat de député à l’occasion des élections générales pour protester contre la raison invoquée par Edward Heath pour les déclencher : il perd ainsi son siège à la Chambre des communes alors qu’il s’agit d’une condition nécessaire pour diriger le Parti conservateur. Ayant de plus rejoint le Parti unioniste d'Ulster (UUP), Enoch Powell ne pouvait être dans la course pour l’élection du chef du Parti conservateur de 1975.
Il effectue son retour à la Chambre des communes lors des élections générales d'octobre 1974, à l’issue desquelles il est élu dans la circonscription de South Down, sous l’étiquette UUP. Il est réélu député en 1979 et 1983.
Si la carrière d’Enoch Powell ne se fait dès lors plus au premier plan, Margaret Thatcher — qui défait Edward Heath à la direction du Parti conservateur en 1975 et devient Premier ministre en 1979 — porte plusieurs de ses idées phares, notamment le souverainisme et le libéralisme économique.

## Dernières années
Il meurt à l'hôpital le 8 février 1998, dans la Cité de Westminster, à 85 ans.

## Idéologie et prises de position
Il est connu pour ses prises de position contre l'immigration et pour la remigration (« re-emigration »),, qu'il développe dans son discours des « fleuves de sang ».

## Ouvrages
- (en) Avec Harris J. Rendel, The Rendel Harris Papyri, Cambridge, Cambridge The University Press, 1936.
- (en) First Poems, Shakespeare Head Press, 1937.
- (en) A Lexicon to Herodotus, Georg Olms Publishers, 1938 (rééd. 1977).
- (en) The History of Herodotus, Coronet Books Inc, 1939.
- (en) Casting-off, and other poems. Basil Blackwell, 1939
- (en) Herodotus, vol. 1, Pitt Press Series, 1939.
- (en) Avec Stephen J., Cyfreithiau Hywel Dda Yn Ol Llyfr Blegywryd, Gwasg Prifsgol Cymru, 1942.
- (en) Avec Henry Stuart Jones, Thucydides Historiae, Clarendon Press, 1942 (rééd. 1963).
- (en) Herodotus, vol. 2, Oxford, 1943.
- (en) Dir., One Nation, Conservative Political Centre, 1950.
- (en) Dancer's End and The Wedding Gift, 1951.
- (en) Avec Iain Norman Macleod, The Social Services: needs and means, Conservative Political Centre, 1952.
- (en) Change is our Ally, Conservative Political Centre, 1954.
- (en) Avec Angus Maude, Biography of a Nation, Londres, 1955 (rééd. 1970).
- (en) Great Parliamentary Occasions, The Queen Anne Press, 1960.
- (en) Saving in a Free Society, Institute of Economic Affairs by Hutchinson, 1960.
- (en) A Nation not Afraid, Hodder & Stroughton, 1965.
- (en) Medicine and Politics: 1975 and After, Pitman Medical, 1966 (rééd. 1976).
- (en) Keith Wallis, The House of Lords in the Middle Ages, 1968.
- (en) Freedom and Reality, Kingswood, 1969 (rééd. 1999).
- (en) Common Market: The Case Against, Elliot Right Way Books, 1971.
- (en) Still to Decide, Elliot Right Way Books, 1972.
- (en) The Common Market: Re-negotiate or Come Out, Elliot Right Way Books, 1973.
- (en) No Easy Answers, Sheldon Press, 1973.
- (en) Wrestling With the Angel, Sheldon Press, 1977.
- (en) Joseph Chamberlain, Thames & Hudson Ltd., 1977.
- (en) A Nation or No Nation, Londres, Anaya Publishers, 1978.
- (en) Enoch Powell on 1992, Londres, Anaya Publishers, 1989.
- (en) Reflections of a Statesman: The Selected Writings and Speeches of Enoch Powell, Londres, Bellew Publishing Co Ltd, 1991.
- (en) Collected Poems, Bellew Publishing Co Ltd, 1990.
- (en) The Evolution of the Gospel, Yale University Press, 1994.